# Роздольний заказник
Роздольний — ентомологічний заказник місцевого значення. Об'єкт розташований на території Зміївської міської громади Чугуївського району Харківської області, біля села Роздольне, у верхів'ї невеликої балки, що впадає в річку Берестова.
Площа — 5 га, статус отриманий у 1984 році.
Охороняється ділянка природної степової рослинності, де збереглися види комах, занесені до Червоної книги України: рофітоїдес сірий, мелітурга булавовуса, джмелі: моховий, земляний, глинистий, сколія степова. Помітне місце посідають корисні комахи-запилювачі люцерни та інших сільськогосподарських культур (андрени, евцери, галікти, мелітта заяча).